# Union Sportive Centrafricaine de Bangui
Union Sportive Centrafricaine de Bangui is een Centraal-Afrikaanse voetbalclub uit de hoofdstad Bangui. Ze komen uit in de Première Division, de nationale voetbalcompetitie van de Centraal-Afrikaanse Republiek.